# Кукрек
Кукрек — двошарова археологічна стоянка мезолітичного періоду кам'яної доби. Є епонімною пам'яткою кукрецької культури. Розташована у передгірній частині Криму на правому березі річки Зуя біля села Барабанове Білогірського району, за 3 км на південь від кол. села Кипчак, нині затопленого Баланівським водосховищем, приблизно за 15 км на схід від міста Сімферополь.

## Дослідження
Стоянка відкрита в 1926 році. В 1926—1927 роках тут проводив розкопки Гліб Бонч-Осмоловський, пізніше, в 1975—1976 роках Ю. Г. Колосов й Дмитро Телегін. Матеріали розкопок Г. А. Бонч-Осмоловського оброблені і видані Є. О. Векіловою, яка встановила двошаровість пам'ятки, що потім було підтверджено розкопками 1975—1976 років.

## Культурні шари
Культурний шар власне кукрецького типу залягає в глинисто-піщаному прошарку, на глибині 1,4-1,6 м. Верхній, мурзак-кобинський шар положено вище, у шарі гальки, на глибині 0,8-0,9 м.
Між двома культурними шарами — стерильний прошарок товщиною 0,5 — 0,6 м.
У розкопі Гліба Бонч-Осмоловського досліджені залишки трьох відкритих вогнищ, округлих в плані, в поперечнику близько 1 м. Товщина лінзи вогнищ до 0,35 м, їх заповнено попелом темно-сірого кольору з деревними вуглинками. В одному випадку поглиблення вогнища було викладено каменем. Навколо вогнищ виявлено чисельні крем'яні знахідки, на окремих квадратах розкопу їх кількість сягала кілька сотень. За визначенням В. І. Бібікова, у шарі стоянки виявлені кістки тільки диких тварин, в тому числі вовка, оленя й кабана. Зустрічаються також раковини Helix.

## Датування
Для стоянки Кукрек отримані для мушель три радіокарбонові дати: Кі-954 — 7650 ± 150 років до Р. Х.; Bln-1999(1) — 5370±65 років до Р. Х.; Bln- 1799(2) — 5335±70 років до Р. Х..